# Manguinhos

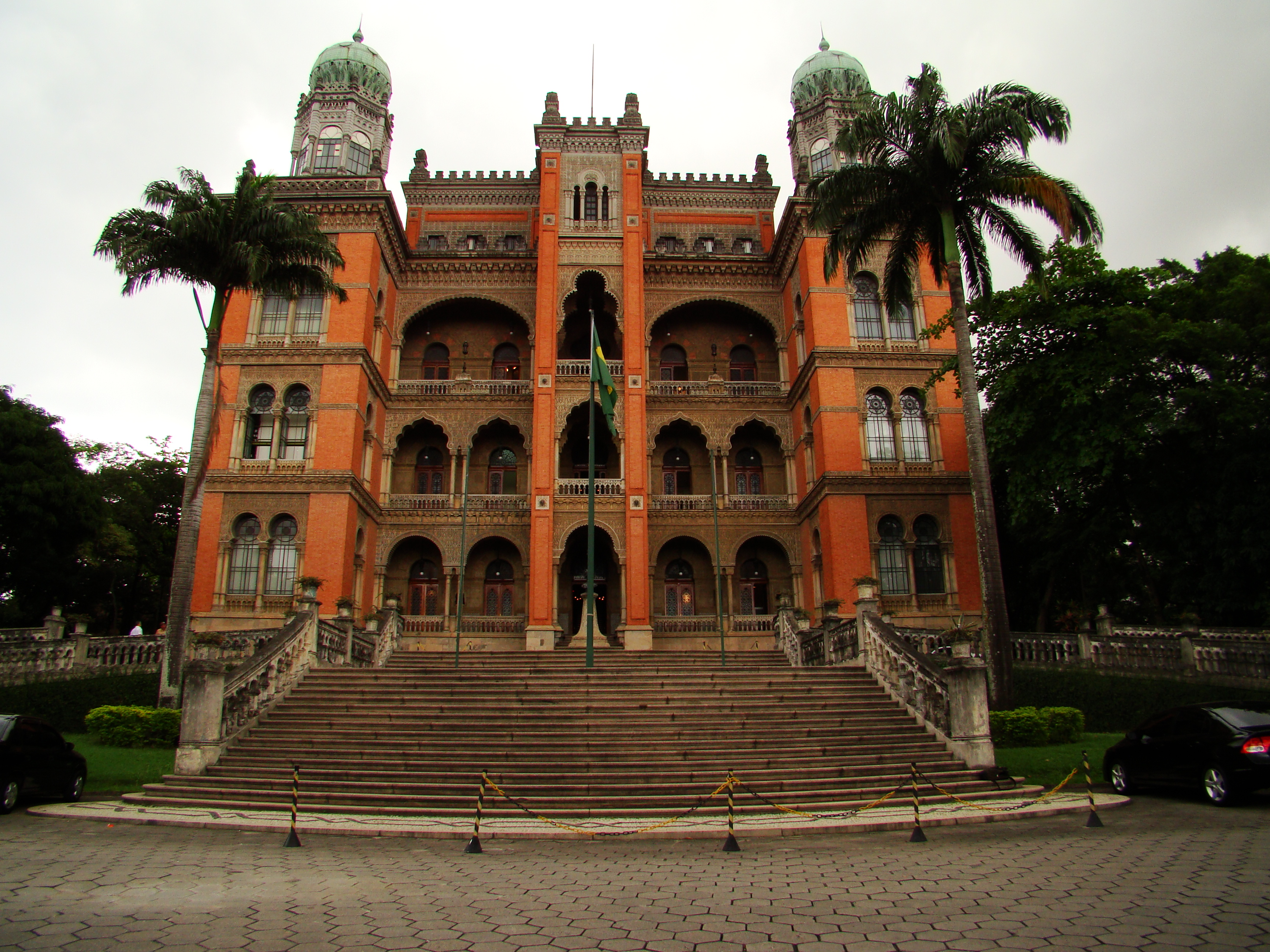
Palácio de Manguinhos, seu de la Fundació Oswaldo Cruz

Manguinhos és un barri amb infrahabitatges de la Zona Nord de la ciutat de Rio de Janeiro, al Brasil. Acull el Pavelló Moresco, un dels pocs edificis en estil neomoresc al Brasil. El barri destaca també pels seus alts nivells de violència, es troba prop del barri de Bonsucesso.
El seu HDI el 2000 era de 0,726, el 122è entre les 126 regions analitzades en la ciutat de Rio de Janeiro.

## Administració
Manguinhos va ser instituït com a bairro el 23 juliol de 1981 com a part de la Regió Administrativa X - Ramos del municipi de Rio de Janeiro.

## Pacificació
Almenys 2.042 agents de seguretat, compresa la policia i els marines, van participar en l'operació de Pacificazione de Manguinhos, que marca la fase d'ocupació de la comunitat de Manguinhos. L'acció va començar a les 5.00 del diumenge 14 d'octubre de 2012 i va finalitzar a les 6:30 i va ser pacífica.
Gairebé 900 policies de la Policia Militar, entre els quals el Batalló per operacions especials de policia, el Batalhão de Choque, i la unitat Aereo-Marítima, amb suport d'efectius i blindats dels marines, van ocupar la comunitat de bon matí. Al voltant un centenar d'agents i un helicòpter de la Policia Federal van participar en l'operació de Pacificació de Manguinhos, amb operacions integrades amb la Policia Militar. El 16 de gener de 2013 la comunitat va començar a ser ocupada pel 29 UPP.